# 前皇家空軍飛機庫

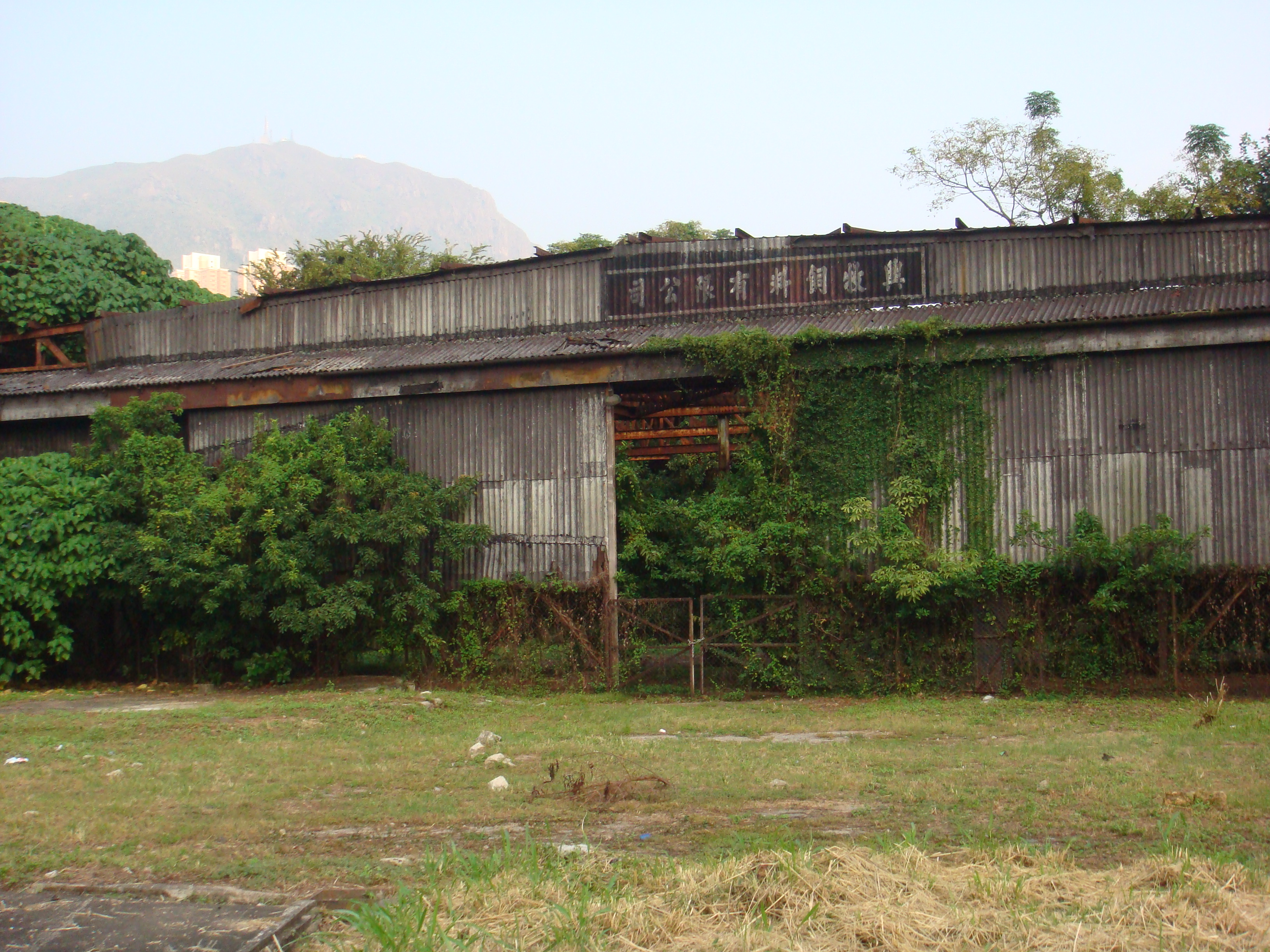
前皇家空軍飛機庫

前皇家空軍飛機庫（英語：Former Royal Air Force Hangar）位於香港九龍黃大仙區大磡，建於1943年，獲得古物諮詢委員會評級為香港三級歷史建築。作為飛機庫附屬設施的機槍堡則獲得評級為香港二級歷史建築。

## 歷史

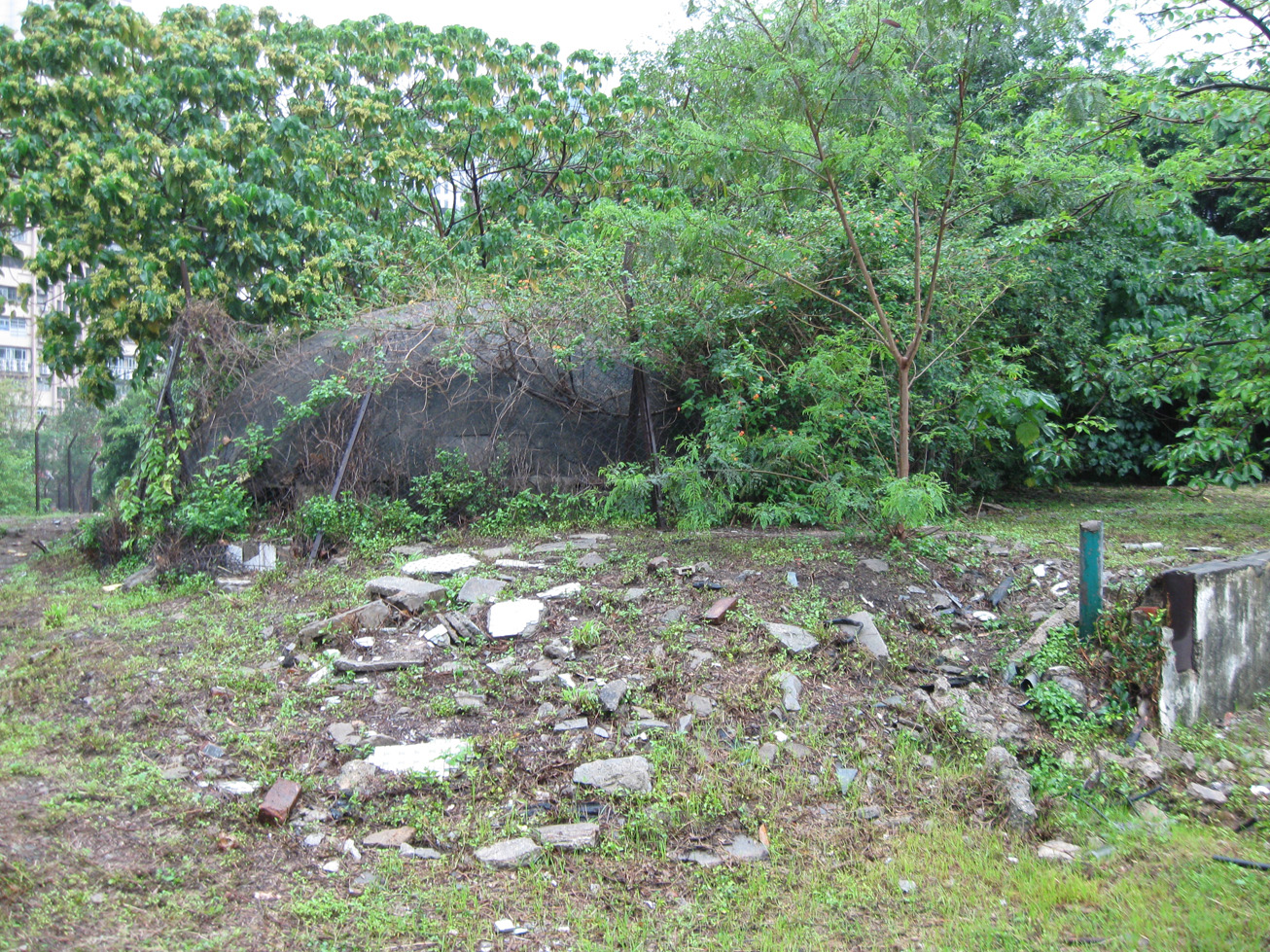
日軍在飛機庫附近設立地下機槍堡作為防禦工事

前皇家空軍飛機庫於1934年興建，用作啟德機場的民用飛機庫。在香港日佔時期，日本皇軍擴充機場，在1943年將飛機庫拆毀，移到鑽石山重建。飛機庫依當時工程設計標準而建造，特色為可以快速拆卸和重新組合，相信曾停泊零式戰鬥機，是本港現存唯一的戰前機庫。日軍亦在附近建造半圓頂蓬遮蓋的地下機槍堡，作為當時飛機庫全體機員及技術人員的防空洞，並扼守皇家空軍基地(啟德)戰略性據點及通往啟德機場的公路。
隨着啟德機場於1950年代改建，機場由新蒲崗一帶南移發展，飛機庫與機場因此分隔，於1960年代被不同公司及機構作倉庫用途，迄今可見「興牧飼料有限公司」字樣。而機槍堡因失去戰略價值而遭到廢棄。

## 復修及保育問題
古物諮詢委員會在2002年把前皇家空軍飛機庫評為三級歷史建築，並於2010年確認評級；機槍堡則於2002年列為二級歷史建築，後雖一度建議調低至三級，但2010年確認其二級歷史建築的評級。
房屋署在2001年初清拆大磡村寮屋區，只保留當時被古物諮詢委員會暫時評級的皇家空軍飛機庫、機槍堡及石寓。政府在2008年公佈沙中綫方案，建議於大磡村舊址以半沉降方式興建沙中綫車廠，令皇家空軍飛機庫的保育問題引起關注。港鐵在2011年公布的環境評估報告，指飛機庫整體結構狀況不佳，部分支架被侵蝕及倒塌，狀況不宜公開給公眾參觀，而飛機庫外牆和結構中更發現石棉材料，認為無法原物原樣重置，建議把具歷史價值的部件拆除保留，日後在發展區內展示；機槍堡的保存狀況令人滿意，可作保存，亦要考慮暫時移置可能影響其評級。
沙中綫在2010年11月刊憲，確認在大磡村舊址興建4.8公頃的車廠停放列車，但因文物保育、噪音滋擾及阻塞交通等理由，遭到黃大仙區議會及區內居民反對。政府在2011年11月第二度就定線刊憲，決定取消於大磡興建車廠，車廠遷到紅磡貨場，另在擬建啟德站地底加設軌道停泊壞車，而鑽石山站擴建範圍不足1公頃，飛機庫與機槍堡仍受工程影響，須研究可行的保育方法，但確認飛機庫因頂部及外牆鐵架已生鏽，難以整座拆卸重置。
沙中綫的環境影響評估其後獲政府核准，確定在考慮運作、工程、環境及其他因素，兩項歷史建築難免受到工程影響，不能原址保存。最終部分飛機庫將會分拆保留，連同飛機庫模型，日後在大磡鑽石山綜合發展區展出，介紹當時的建築結構技術。機槍堡則會整個移走暫存，在未來的活水公園內復建。機槍堡和前皇家空軍飛機庫的搬遷工作分別於2013年6月及11月完成，其組件暫時存放在工地內。

## 外部連結
- 港鐵：沙中綫(位於紅磡貨運站的列車停放處)環評報告 （页面存档备份，存于）
- 環保署：沙中綫環評報告 （页面存档备份，存于）

## 註腳
1. 1 2 3  1444幢歷史建築物簡要 （页面存档备份，存于），古物古蹟辨事處
2. ↑   (PDF).   [2012-05-16]. （原始内容存档 (PDF)于2019-10-30）.
3. ↑  「1444幢歷史建築物名單和評估結果 （页面存档备份，存于）」古物古蹟辦事處
4. ↑  「拆大磡村古迹政府捱轟」《東方日報》A19，2001年12月31日
5. ↑  立法會十題：在鑽石山興建沙田至中環線車廠 （页面存档备份，存于），香港特區政府新聞稿，2008年4月9日
6. ↑  文物評估 （页面存档备份，存于），《沙田至中環綫-大圍至紅磡段環境影響評估報告》，香港鐵路有限公司，2011年
7. ↑  「擬將紅磡貨場變停車處港鐵新方案再捱轟」《蘋果日報》A18，2011年8月1日
8. ↑  「沙中綫取消鑽石山車廠『大磡村三寶』保育方案未定」《星島日報》A14，2011年11月12日
9. ↑  與保護歷史建築物有關的發展建議／個案（截至二○一三年五月三十一日的情況） （页面存档备份，存于），古物諮詢委員會第163次會議，2013年6月27日
10. ↑  沙中線黃大仙段進度報告 （页面存档备份，存于），黃大仙區議會轄下關注沙中綫專責小組，2014年1月23日